# Моралеха-де-лас-Панадерас
Моралеха-де-лас-Панадерас (ісп. Moraleja de las Panaderas) — муніципалітет в Іспанії, у складі автономної спільноти Кастилія-і-Леон, у провінції Вальядолід. Населення — 41 особа (2010).
Муніципалітет розташований на відстані близько 130 км на північний захід від Мадрида, 41 км на південь від Вальядоліда.

## Демографія
Динаміка населення (INE ):